# Модный брак (цикл картин)

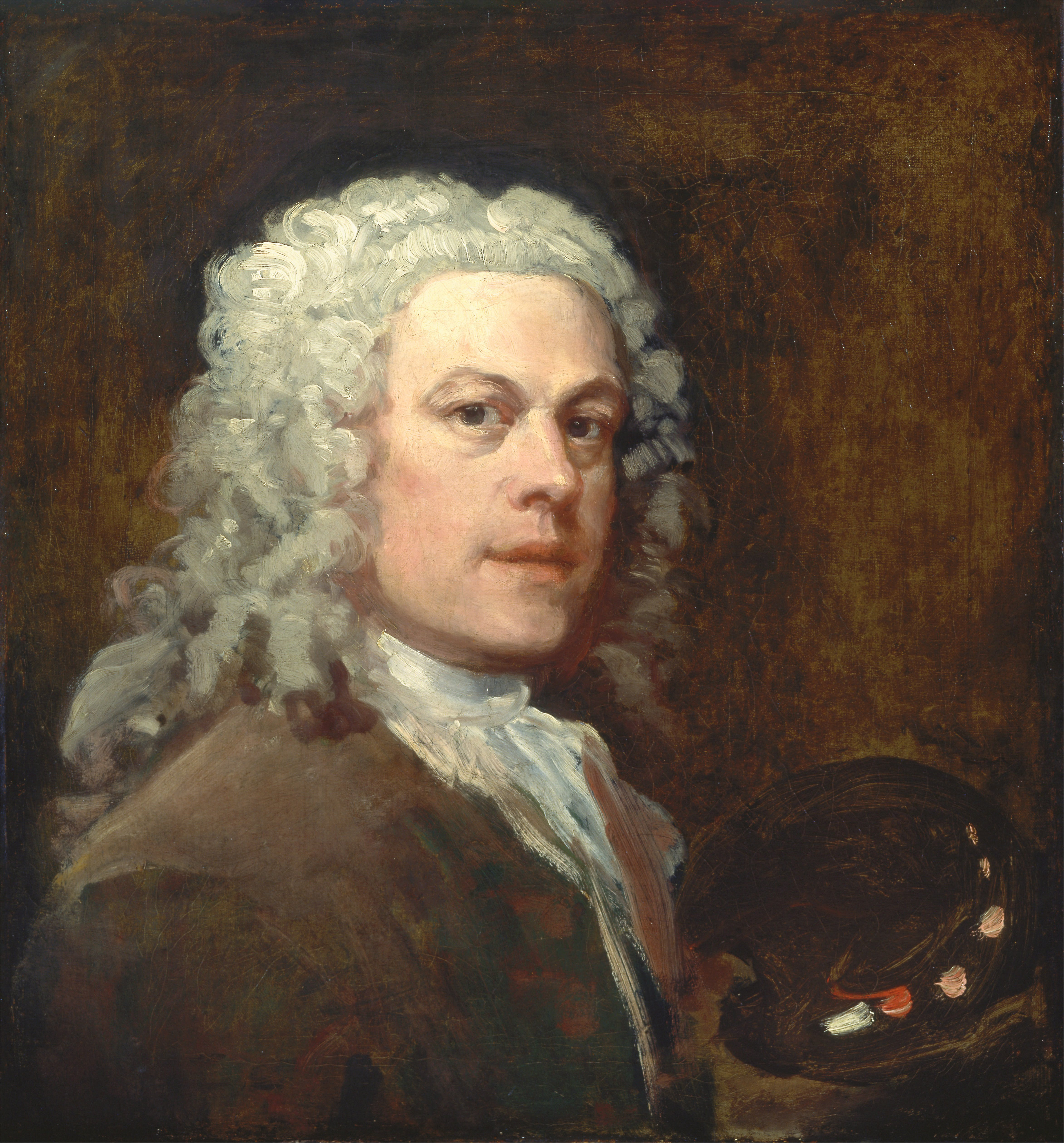
Уильям Хогарт, автопортрет около 1735

«Модный брак» (англ. Marriage à-la-mode) — цикл из шести картин Уильяма Хогарта, созданный в 1743—1745 годах. В этом цикле Хогарт высмеивает высшее общество.

## История создания
Сатирическая серия «Модный брак» стала первой в Англии, высмеивающей нравы отдельных представителей высшего общества. В ней отображена история женитьбы и дальнейшей супружеской жизни сына обедневшего аристократа и дочери богатого торговца. Во всех шести картинах чётко проработаны фигуры персонажей и тщательно продуман интерьер. В те времена модные браки были очень распространены среди беднеющих аристократов, которые стремились сблизиться с богатыми буржуа, это и послужило вдохновением для Хогарта. В этой серии художник высмеивает ситуацию, в которой оказались люди из-за своей нечестности, поэтому герои картин вызывают у зрителя скорее жалость, чем насмешку. На основе серии Хогарт в дальнейшем создал серию гравюр.
По-настоящему серия была оценена лишь в XX веке. Сейчас все шесть картин из цикла находятся в Национальной галерее Лондона.

## Картины из цикла

### Брачный контракт
«Брачный контракт» — первый эпизод цикла, в котором показано подписание брачного контракта. Примечательно, что супруги не смотрят друг на друга: жених любуется своим отражением в зеркале, а невеста заигрывает с другим молодым человеком, адвокатом по имени Сильвертанг. Отец жениха граф Сквандер держит в руках свиток с изображением генеалогического древа, а отец невесты — брачный контракт. Отцы супругов больше заинтересованы в браке детей, чем они сами. Благодаря браку семья жениха избежит финансового краха, а семья невесты купит себе связи в высшем обществе.
На картине присутствуют несколько символов. Это собаки, скованные одной цепью и символизирующие описанный брак, и картины на стенах («Давид и Голиаф», «Мученичество св. Лаврентия», «Убиение Авеля», «Св. Себастьян», «Юдифь и Олоферн»), пророчащие печальный конец этого предприятия.

### Вскоре после свадьбы
Второй эпизод описывает утро из жизни супружеской пары. Часы на стене показывают 1:20. Супруга энергична и радостна, из чего можно заключить, что она только встала, а супруг, судя по костюму и шляпе всю ночь провёл вне дома. Из его кармана торчит дамский чепчик, которым заинтересовалась собачка, но он его даже не замечает. У ног мужа лежит сломанная шпага. Возможно, это намёк на его импотенцию. Из комнаты выходит управляющий имением, держащий в руках неоплаченные счета и лишь один оплаченный. Беспорядок в комнате свидетельствует о празднестве, которое проводилось недавно. На стене висит картина, изображающая амура среди развалин. Амур играет на волынке, но у него нет стрел. Всё это символизирует неудачный брак.
Графиня провела вечер за игрой в карты. У её ног лежит книга Эдмонда Хойла (Edmond Hoyle) о висте, а чуть дальше разбросана колода карт. В отличие от мужа она бодра и довольно потягивается. Сидит она в неженственной позе с широко раздвинутыми ногами. На юбке графини виднеется большое влажное пятно. Полузакрытыми глазами она смотрит вправо и как будто с помощью карманного зеркальца даёт сигнал кому-то, находящемуся за пределами картины.
На стене в дальней комнате висят три портрета апостолов и одна картина, вероятно, настолько неприличная, что её закрыли зелёной занавеской, из-за которой видна лишь обнажённая ступня.

### Визит к шарлатану
Действие третьего эпизода происходит в комнате доктора-шарлатана по имени де ла Пилюль. Доктора посетил виконт вместе с любовницей, стоящей справа от него, которая ещё очень молода, и её матерью. Судя по чёрному пятну на шее, виконт болен венерической болезнью. Доктор посоветовал виконту принять ртутные пилюли, считавшиеся в то время способом излечения от венерической болезни. Видимо, пилюли не подействовали, и поэтому все присутствующие требуют от доктора другого способа лечения.
Коробочки с пилюлями держат в руках виконт и девочка, ещё одна коробочка есть на стуле виконта. Виконт угрожающе приподнял трость, а предполагаемая мать девочки держит в руках нож.

### Будуар графини
«Будуар графини» описывает утренний туалет графини, во время которого она принимает гостей и кокетничает со своим любовником — тем самым Сильвертангом, с которым она заигрывала на первой картине. То, как вольготно адвокат расположился на софе, говорит о его особом положении среди гостей. Он показывает графине приглашение на бал-маскарад. За спиной леди Сквандер стоит парикмахер, проверяющей температуру щипцов для завивки на листе бумаги. Слева от графини сидит её подруга, увлечённая оперным певцом. Оперный певец поёт под аккомпанемент флейты. Их слушают двое джентльменов, один из них ещё не вышел из состояния сонливости и подносит к губам чашку с горячим шоколадом, а другой делает вид, будто слушает певца и пытается дирижировать. За ними сидит тучный джентльмен, похрапывающий открытым ртом. Он не выдержал скуки, царящей на этом приёме. Судя по стеку, который он держит в руках, это сельский сквайр.
Со времени свадьбы прошло некоторое время, художник подчёркивает это с помощью двух деталей. Зеркало на столике и кровать увенчаны короной, а это значит, что отец мужа умер, и сам муж стал графом. На спинке стула графини висит красная лента с коралловой соской, намекающая, что графиня стала матерью. Возможно, няня уже приносила ребёнка для утреннего поцелуя и забыла соску.
Графиня, будучи дочерью торговца, ставшей аристократкой, пытается копировать ритуал «утреннего выхода короля» (фр. lever du roi), практиковавшийся при французском дворе. Он состоял из «малого выхода» (petit lever), когда высшие чиновники сообщали королю последние новости, и «большого выхода» (grand lever) — более открытого приёма, на котором король пил шоколад, его одевали и надевали на него парик. На картине показано, как леди Сквандер устраивает некое подобие «большого выхода». На ней утреннее платье, а на коленях часы, показывающие два часа дня. Когда парикмахер закончит свою работу, графиня, вероятно, наденет выходное платье и отправится наносить визиты. Об этом свидетельствует множество приглашений, валяющихся под стулом одного из музыкантов. Некоторые приглашения написаны на рубашке игральных карт. Тем самым художник показывает, что карточные игры были обычным времяпрепровождением в окружении графини.
Вероятно, что полный певец, изображённый в левом нижнем углу картины, — кастрат. Он одет в чрезмерно пышный костюм, в ухе — серьга, на все пальцы надеты кольца, шпилька галстука украшена бриллиантом, а пряжки на штанах и туфлях также инкрустированы бриллиантами. Худой флейтист комично контрастирует с толстым певцом, чей шёлковый жилет едва сдерживает его обрюзгшее тело.
На полу недалеко от графини лежат вещицы, купленные ей на аукционе. С них ещё не успели снять номерки. Слуга-негритёнок в индийском тюрбане показывает на фигурку с оленьими рогами — символ обманутого мужа. Эта статуэтка изображает Актеона, которого Артемида превратила в оленя за то, что он увидел её обнажённой во время купания. После этого Актеон был разорван собственными собаками. В корзинке рядом со статуэткой лежит поднос, на котором видны совокупляющиеся Леда и лебедь. Этот эротический сюжет выбран Хогартом неслучайно. Он намекает на запретные удовольствия и неверность в браке, ведь и Леда, и Зевс, превратившийся в лебедя, изменяли своим супругам.
У ног адвоката художник поместил книгу, на которой можно увидеть название «Le Sopha». Это скандальный роман «Софа» французского писателя Клода Кребийона, написанный в начале 1740-х гг. и вскоре переведённый на английский язык. В нём рассказывается о человеке, наказанном Брахмой и ставшего софой в следующей жизни. Так главный герой стал свидетелем любовных связей, происходивших скорее не из страсти, а от скуки. Книга была написана изящным языком, позволявшим разгуляться воображению, что быстро сделало её популярной.
Картина содержит много намёков на надвигающуюся беду.

### Дуэль и смерть графа
Действие пятого эпизода разворачивается в bagnio (доме, где можно было принять ванну и снять комнату). Судя по костюмам и маскам, лежащим на полу, графиня и адвокат вернулись с маскарада и сняли эту комнату, где и произошла измена мужу. Граф, следивший за ними, вторгся в комнату и застал их.
Было решено выяснить всё с помощью дуэли на шпагах. Во время дуэли граф получил смертельное ранение. Его соперник убежал в окно, в комнату вбежали хозяин дома и охранник. В этот момент графиня стоит на коленях и просит у мужа прощения. На стене обои или роспись, где изображен «Суд Соломона», поверх которого висит портрет куртизанки.

### Смерть графини
Последний эпизод описывает смерть графини. Прочитав в газете, валяющейся у её ног, что Сильвертанг казнён, графиня принимает смертельный яд. К ней подносят дочку для прощания. На лице дочки чёрное пятнышко от струпа — признак сифилиса, доставшегося ей от отца, кроме того она хромает на одну ногу. Так художник подчёркивает, что потомство этой семьи вряд ли выживет. Так как у супругов нет детей мужского пола, титул потерян. Отец графини снимает с её руки обручальное кольцо, немного в стороне доктор разговаривает со слугой и обвиняет его в приобретении яда. На стенах висят картины фламандских художников, описывающие жизнь низших классов. Собака тянется к пище на столе.